# Christoph Scheurl

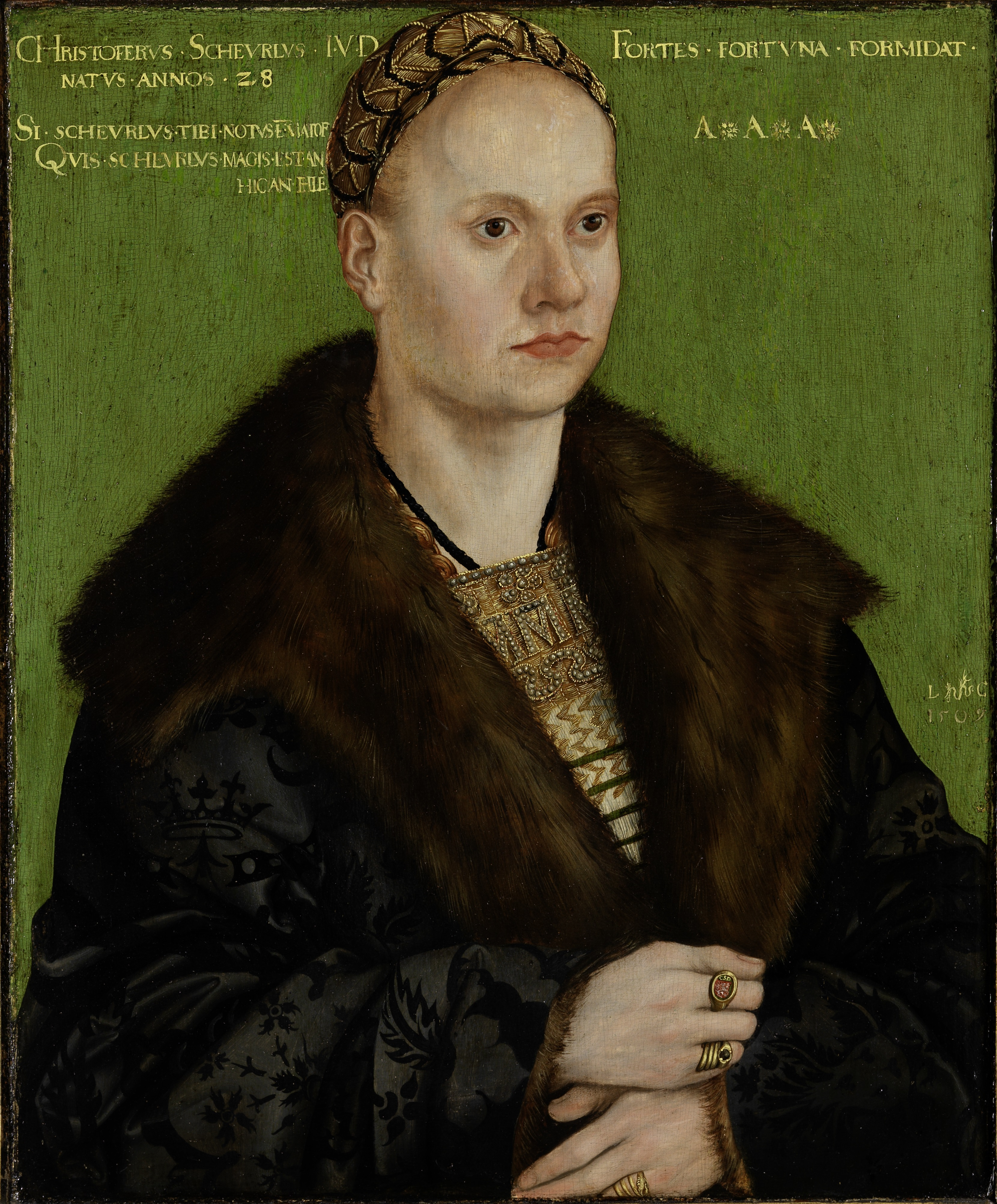
Lucas Cranach der Ältere: Bildnis des Christoph Scheurl (als Rektor der Universität Wittenberg) im Alter von 28 Jahren, datiert auf 1509, Germanisches Nationalmuseum Nürnberg

Christoph (II.) Scheurl (* 11. November 1481 in Nürnberg; † 14. Juni 1542 ebenda) war ein deutscher Jurist und Kirchenrechtler, Diplomat und Humanist. 1507 bis 1511 war er Professor und Rektor der Universität Wittenberg, danach Ratskonsulent der Reichsstadt Nürnberg. Er erlangte Bedeutung als Vermittler während der Reformation.

## Leben

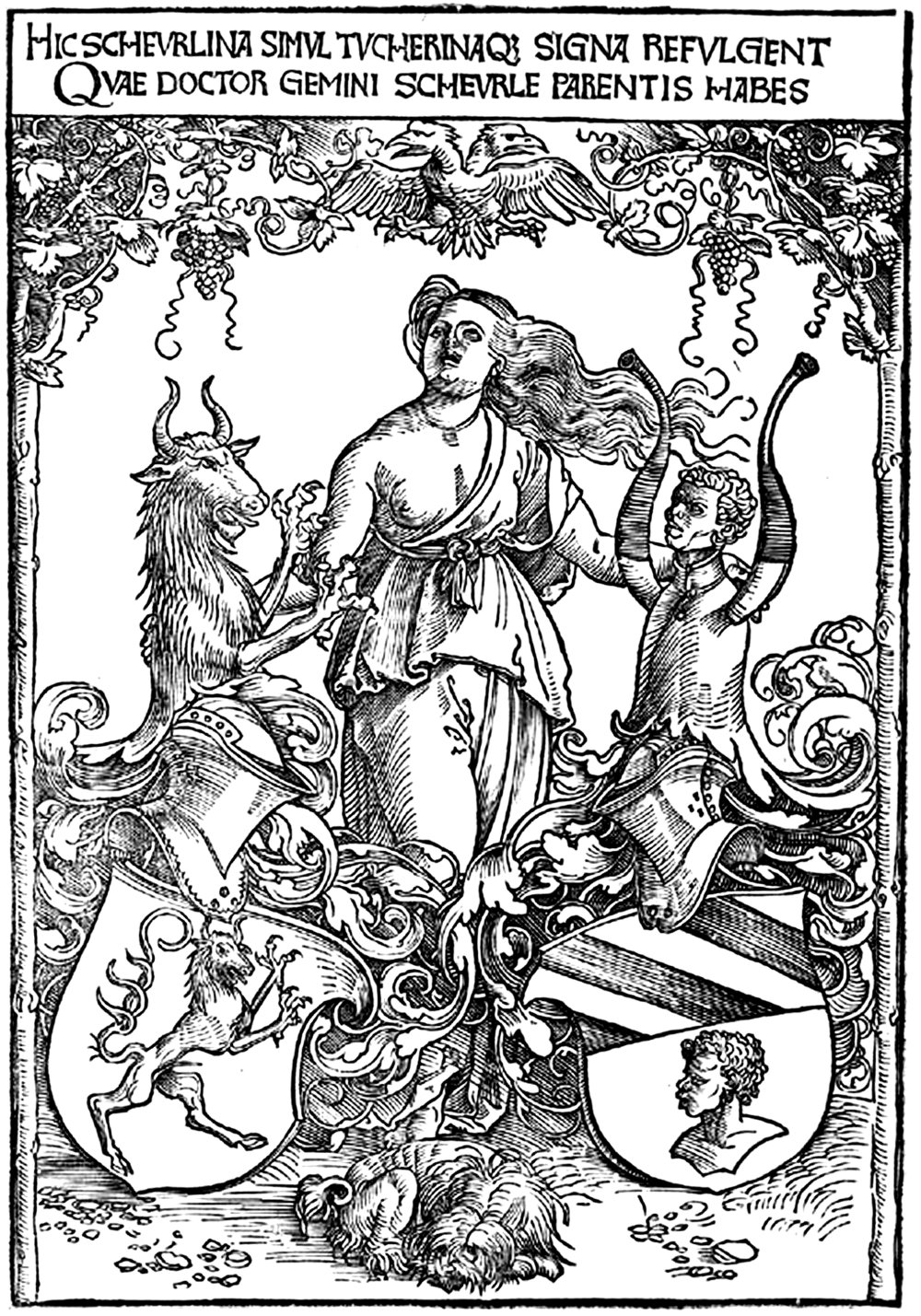
Albrecht Dürer: Das Wappen der Scheurl und Tucher, Allianzwappen der Eltern Scheurls, für diesen als Kupferstich gefertigt um 1512

Geboren wurde Christoph Scheurl als Sohn des von Breslau nach Nürnberg zugewanderten Kaufmanns und Mitglieds des Großen Rats der Reichsstadt Nürnberg Christoph (I.) Scheurl (1457–1519) und dessen Frau Helena Scheurl, geborene Tucher, aus dem Nürnberger Patriziat. Sein Vater baute eine große, europaweit agierende Handelsfirma auf und engagierte sich auch als Montanunternehmer. Die Familie bewohnte das 1485 erworbene Haus in der Burgstraße 10, unterhalb der Kaiserburg. 1491 wurde König Maximilian im Scheurl’schen Haus bewirtet. 1522 und 1523 weilte auch König Ferdinand im Scheurlbergerhaus.
Scheurl erhielt zunächst eine sorgfältige Erziehung durch Privatlehrer in seinem Elternhaus. So war er ein Privatschüler des Coburger „Rechenmeisters“ Leonhard Vogel. Zu einem Studium der Rechtswissenschaft bestimmt, bezog er im März 1496 die Universität Heidelberg und wechselte zwei Jahre später an die Universität Bologna. Dort erlangte der Humanismus entscheidenden Einfluss auf seine Entwicklung. In Rom empfing er auch die Weihe als Kleriker (wohl als Ostiarius, die unterste der vier Niederen Weihen). Sein Studium wurde durch den Umstand erschwert, dass sein Vater 1500 einen großen Teil seines Vermögens verlor. Durch die Tuchers (Scheurl war ein Neffe von Anton Tucher), seine Verwandten mütterlicherseits, unterstützt, konnte er seine Studien fortsetzen und am 23. Dezember 1506 zum Doktor des kanonischen und weltlichen Rechts promoviert werden.
Mit Unterstützung Johanns von Staupitz wurde Scheurl an den Kurfürsten Friedrich den Weisen vermittelt, der ihn im Frühjahr 1507 als Professor an der Universität Wittenberg verpflichtete. Scheurl nahm am 13. April 1507 seine Vorlesungen auf und lehrte Kanonisches Recht und die Humanas Literas; gleich zum 1. Mai desselben Jahres übernahm er das Rektorat der Akademie. Er erwarb eine umfangreiche Bibliothek. Einen Teil seiner Bibliothek bewahrt heute die Scheurlsche Familienstiftung in der Freiherr von Scheurl’sche Bibliothek. In seinem Bemühen, das Niveau der Hochschule zu heben, entwarf er neue Statuten nach dem Vorbild der Universität in Bologna. Seine Bemühungen fruchteten und zogen weitere humanistische Lehrkräfte nach Wittenberg, was auch mit einer Zunahme interessierter Studenten verbunden war. Im September 1511 holte Staupitz auch seinen Schüler Martin Luther als Doktorand an die von Scheurl geleitete Universität.
1508 wurde er zum herzoglich-sächsischen Rat und Beisitzer des herzoglich-sächsischen Gerichts in Leipzig und Altenburg ernannt. Obwohl Kurfürst Friedrich der Weise ihn gern in Wittenberg gehalten hätte, folgte Scheurl im Dezember 1511 einem Ruf nach Nürnberg, wo er am 5. April 1512 als Ratskonsulent vereidigt wurde. Als solcher war er in diplomatischen Missionen im Auftrag des Nürnberger Rates aktiv. So reiste er 1519 nach Aragon, um dem neugewählten König Karl V. die Glückwünsche der Reichsstadt zu überbringen.
Seit 1514 war er an der Erneuerung des Nürnberger Stadtrechts beteiligt. 1516 beschrieb er die politischen Verhältnisse in seiner Vaterstadt, in der ein enger Kreis politisch berechtigter Familien ausschließlich die Ratssitze und Ratsämter besetzte. Die an von Staupitz gerichtete Schrift Scheurls ist eine komprimierte Beschreibung und eine der wenigen überlieferten Innenansichten des Nürnberger Ratsregiments, Kaiser Karl V. empfahl sie später als Modell für die Verfassungen der oberdeutschen Reichsstädte.
Scheurl prägte darin den Begriff „Patrizier“ für die städtische Führungsschicht, welche bis dahin nur „die Geschlechter“ genannt wurden. In seinem von Staupitz beauftragten lateinischen Abriss der Nürnberger Verfassung (der Epistel von 1516) bezeichnete Scheurl die Nürnberger „ratsfähigen Geschlechter“ in Analogie zu römischen Verfassungszuständen (dem römisch-antiken Patriziat) als „patricii“, die dann in der zeitgenössischen Rückübersetzung zum „Patriziat“ wurden. Das Wort setzte sich in dieser Verwendung jedoch erst im Laufe des 17. und 18. Jahrhunderts allgemein durch.
1519 wechselte er in den Laienstand und heiratete Katharina Fütterer, die aus einer bekannten Großkaufmannsfamilie stammte, die seit 1501 zum Nürnberger Patriziat gehörte. Mit ihr hatte er die Söhne Georg (geb.1532) und Christoph (geb.1535). 1522 zählte er zu den Gesandten, die mit Erzherzog Ferdinand über die Reichstürkenhilfe in Wien verhandelten. 1523 war er wegen der Nürnberger Beschwerden gegen den Reichsabschied erneut am kaiserlichen Hof.
Bedeutung erlangte Scheurl, als er zu Anfang der Reformation versuchte, zwischen Johannes Eck und Martin Luther zu vermitteln und für die Verbreitung der 95 Thesen Luthers sorgte. Scheurl lehnte die Reformation zunächst nicht grundsätzlich ab und stellte sich insbesondere im von ihm geleiteten Nürnberger Religionsgespräch 1525 auf die Seite der evangelischen Prediger. Er unterhielt rege Korrespondenz sowohl zu den Reformatoren, vor allem zu Martin Luther und Philipp Melanchthon, wie auch zur katholischen Seite, wie zu Johannes Eck und zur Äbtissin Caritas Pirckheimer, sowie zu Humanisten wie deren Bruder Willibald Pirckheimer oder Konrad Peutinger. Seine Stellung zwischen den Religionsparteien trug ihm von Seiten Melanchthons und anderer Reformatoren, aber auch von Pirckheimer, den Vorwurf der Heuchelei und Doppelzüngigkeit ein. Er selbst betonte jedoch, an der Einheit der Kirche interessiert zu sein. Nach dem Streit mit Melanchthon brach Scheurl seine Kontakte zu den Reformatoren ab und wechselte nach dem Reichstag von Augsburg 1530 endgültig auf die Seite des katholischen Renaissance-Humanismus (etwa eines Erasmus von Rotterdam).
Seine letzte Ruhe fand Scheurl auf dem Nürnberger St. Johannisfriedhof. In seinem umfangreichen Testament, das zahlreiche Legate für wohltätige Zwecke enthält, traf er auch Bestimmungen für den dauerhaften Erhalt seiner Büchersammlung.
Neben seinen Briefen hat Scheurl ein vielfältiges Werk an geschichtlichen, theologischen und autobiographischen Texten hinterlassen. Auch Übersetzungen, Anthologien und zahlreiche Reden von ihm sind erhalten.

## Schriften (Auswahl)
- De rebus gestis Alberti Ducis Saxioniae.
- De Vita Ant. Cressenis.
- Tractatus de sacerdorum & ecclesiasticarum rerum praestantia. Leipzig 1511.
- Lib. De laudibus Germaniae & Ducum Saxoniae. Leipzig 1508.
- Epist. Ad Charit. Pirckhameram. Nürnberg 1513. (Brief an Caritas Pirckheimer)
- Epist. Ad Staupitium de statu sive regimine reipubl. Noricae 1516.
- Epist. Ad Petr. Bernstein. 1580.

## Quelleneditionen

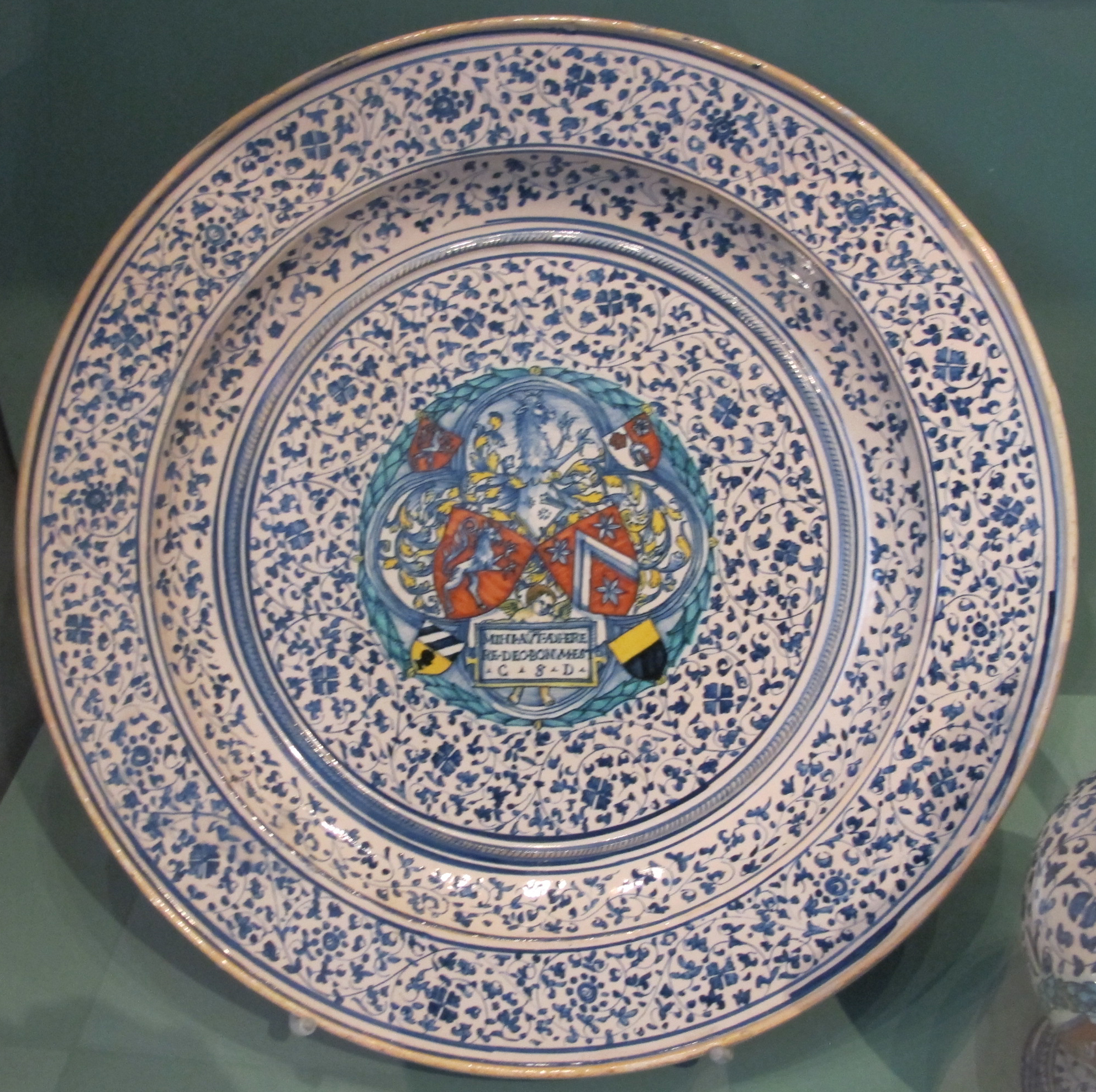
Fayence-Teller aus dem Besitz des Christoph II. Scheurl mit Ehewappen Scheurl/Fütterer (von 1532)
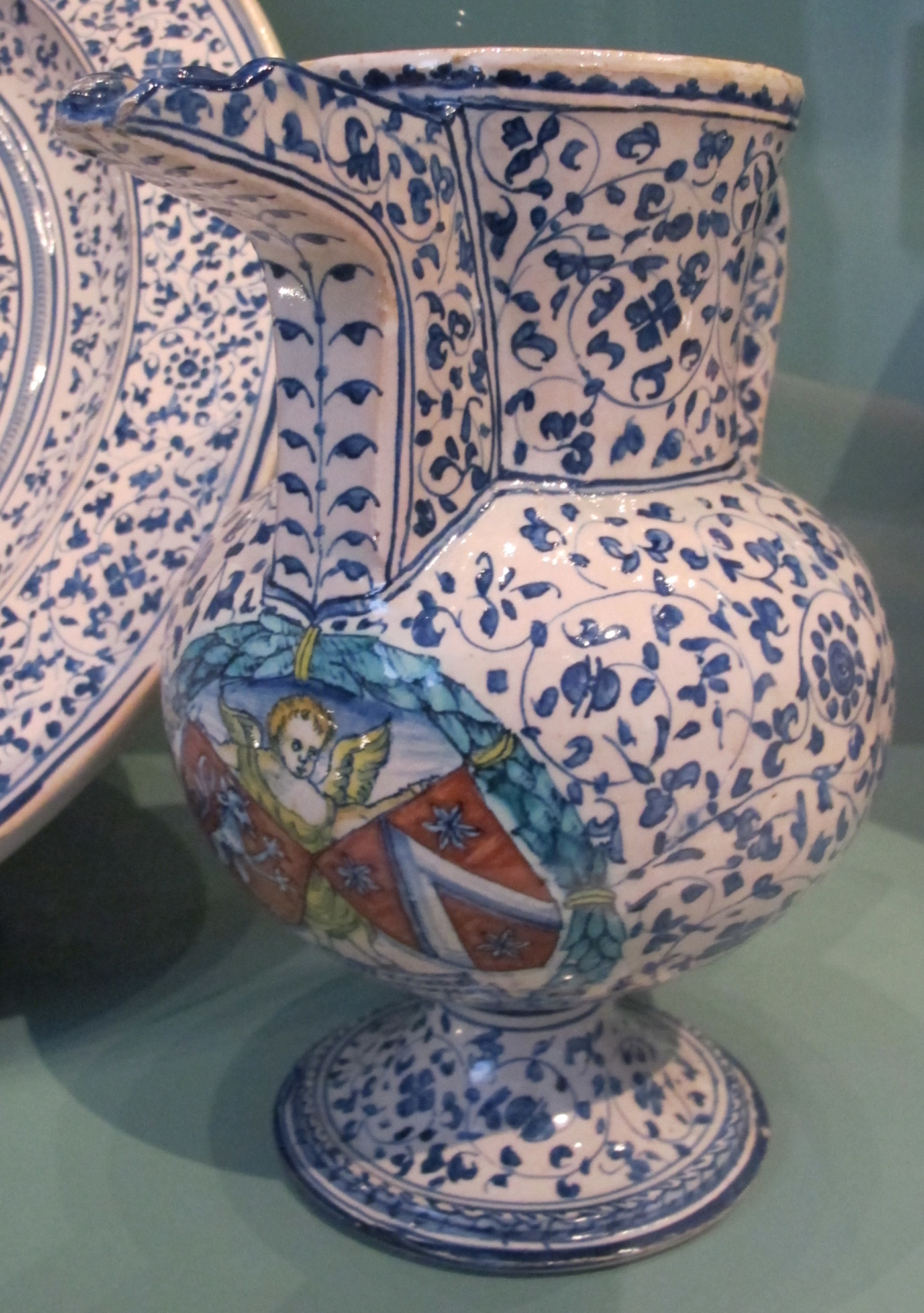
Fayence-Kanne
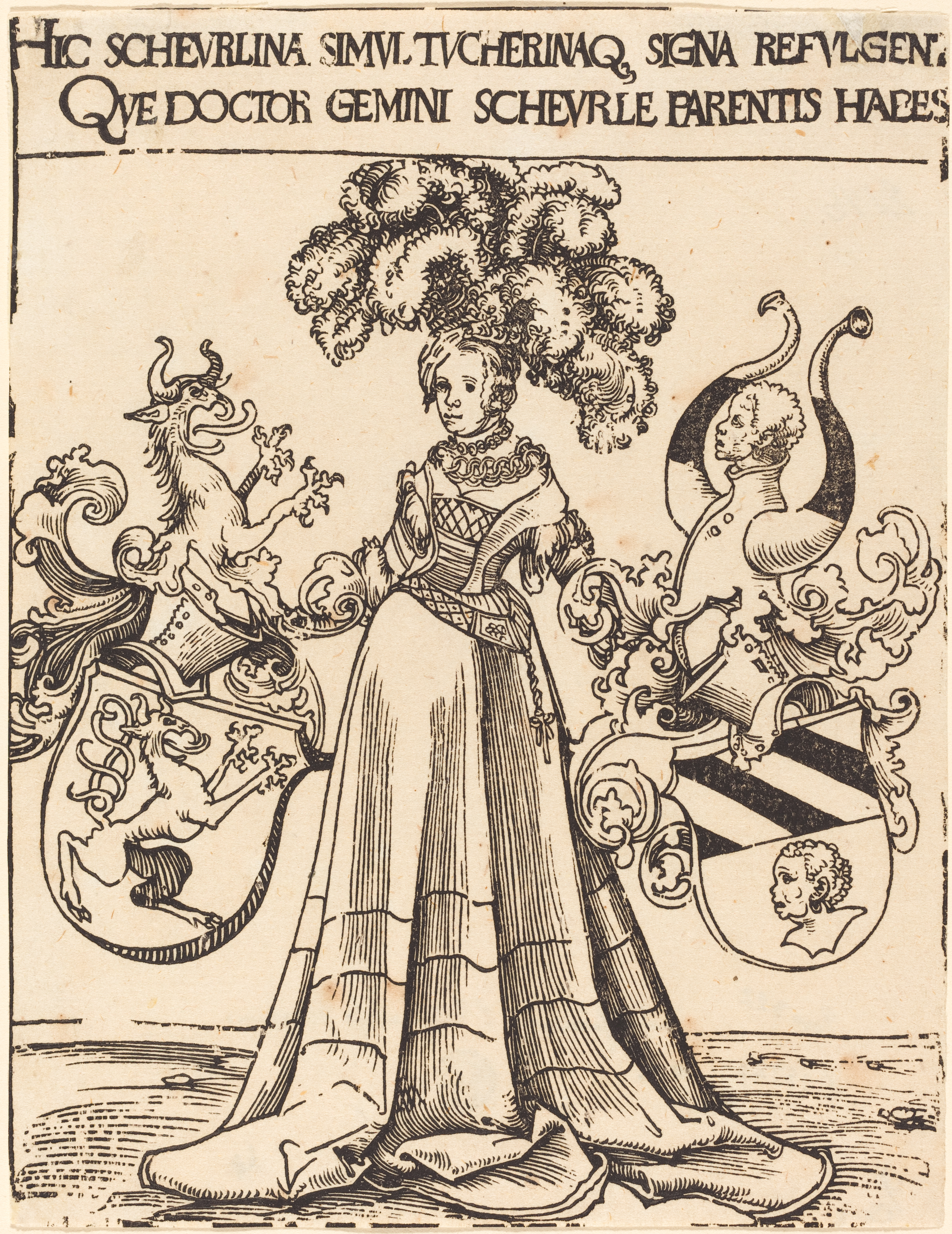
Exlibris mit Wappen der Eltern (Scheurl/Tucher), Lucas Cranach der Ältere
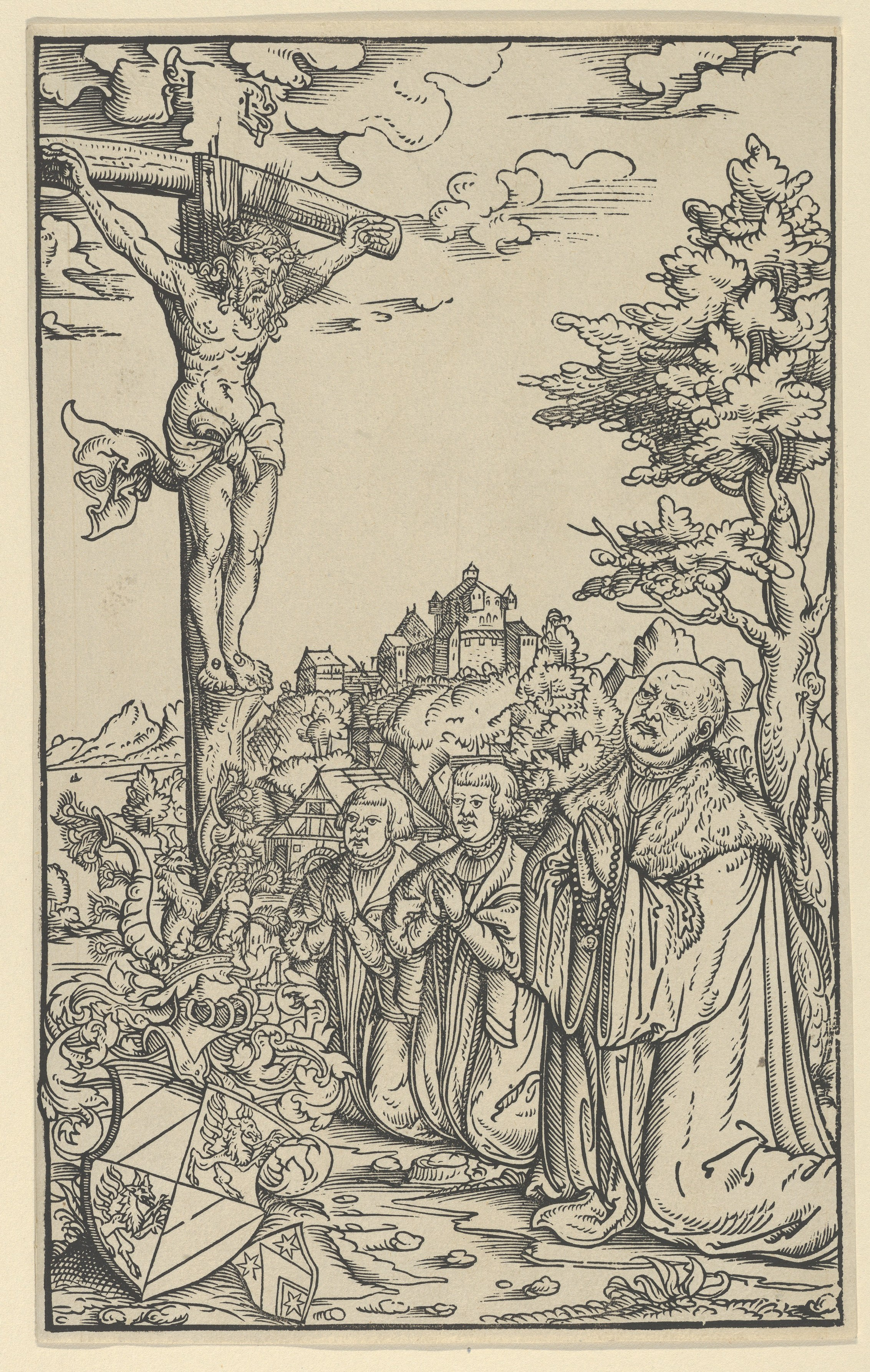
Exlibris mit Christoph Scheurl und seinen Söhnen, Lucas Cranach der Jüngere
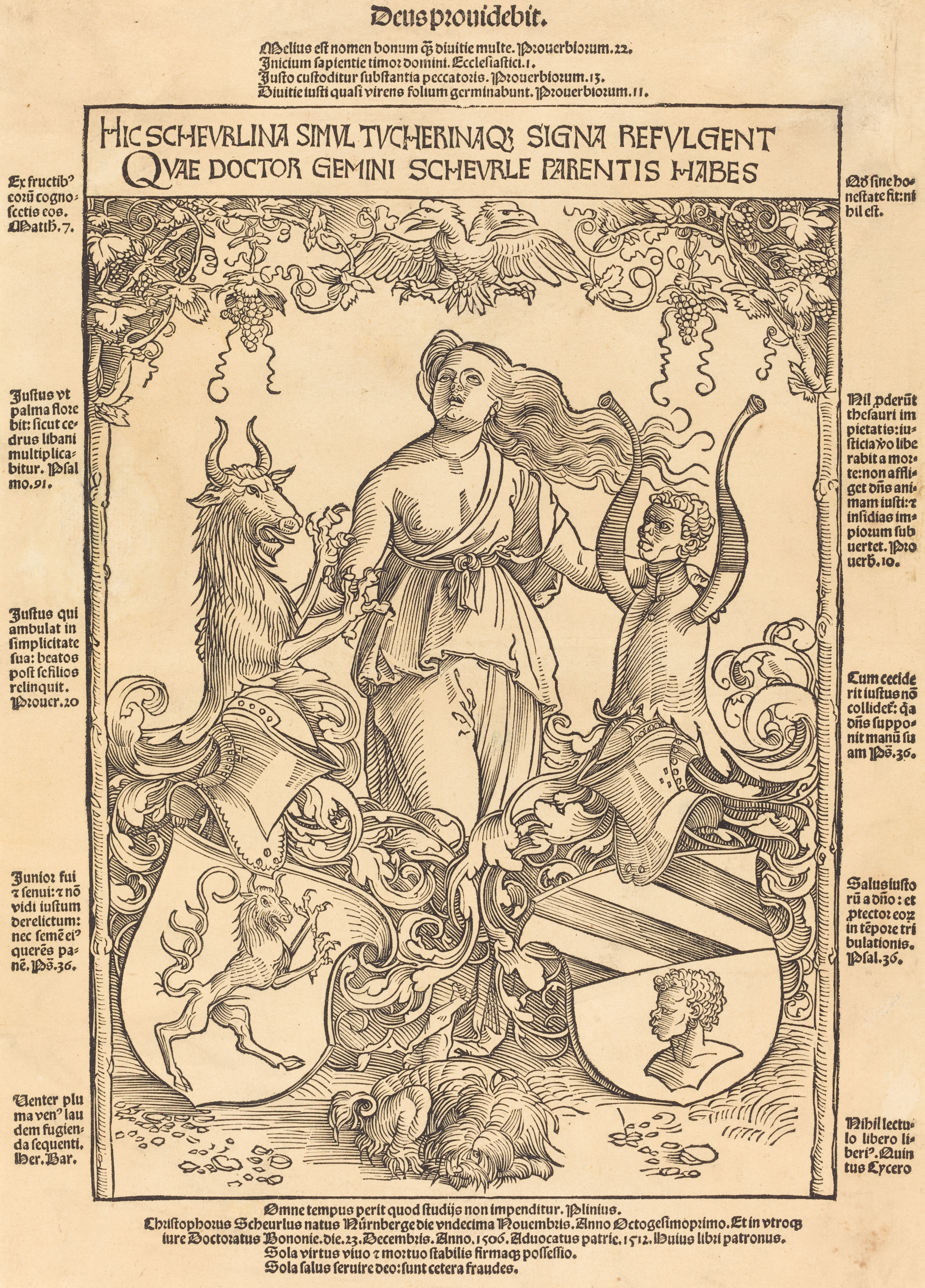
Exlibris von Wolf Traut
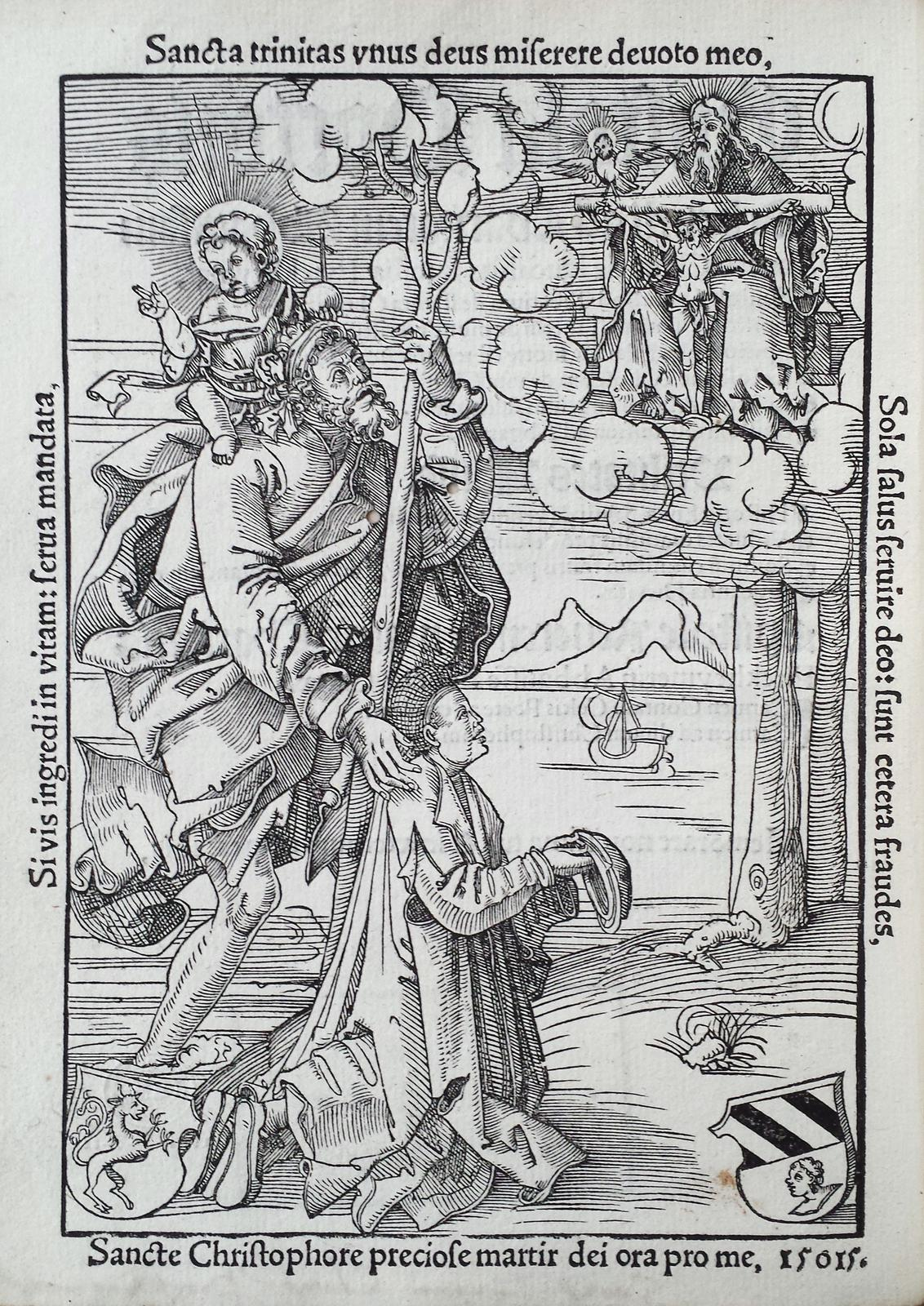
Scheurl und der Hl. Hieronymus (auf einem Kupferstich von Erhard Schön in der Druckausgabe seines Briefs an Caritas Pirckheimer, 1515)